# Shimada, Shizuoka
Shimada (島田市 Shimada-shi) là một thành phố thuộc tỉnh Shizuoka, Nhật Bản.